# Hélène Vachon
Pour les articles homonymes, voir Vachon.
Hélène Vachon, née en 1947, est une romancière québécoise originaire du Vieux-Québec. Elle publie une vingtaine de livres pour la jeunesse en plus de plusieurs romans et recueils de nouvelles aux éditions Alto et Québec Amérique.

## Biographie
Originaire du Vieux-Québec, Hélène Vachon démontre très tôt un intérêt pour la lecture. « De son enfance, elle retient la comtesse de Ségur, Jules Verne et la série des Bob Morane. À dix-huit ans, coup de foudre pour Gatsby le magnifique de F. Scott Fitzgerald ».
Après avoir obtenu une maîtrise en littérature française à l'Université de Paris X puis un doctorat en éditions critiques à l'Université Laval, Hélène Vachon commence une carrière au ministère des Affaires Culturelles au sein du secteur du livre. Elle y œuvre pendant plus de deux décennies.
Son ami et ex-collègue, Yvon Brochu, qui a conçu la collection Carrousel chez Héritage (collection s'adressant aux plus petits lecteurs qui en sont à leurs premiers livres), lui propose d'écrire pour cette collection, où elle publie en 1995 son premier mini-roman intitulé Le sixième arrêt. En 1996, avec son deuxième roman Le plus proche voisin, elle est finaliste du Prix littéraire du Gouverneur général dans la catégorie littérature jeunesse de langue française.
En 2007, elle est membre du comité de sélection pour le Prix jeunesse des univers parallèles.
Elle demeure à Sainte-Pétronille sur l'île d'Orléans,.

### Écriture
Au cours de sa carrière, Hélène Vachon se fait d'abord connaître en tant qu'auteure pour la jeunesse, publiant une vingtaine de livres pour ce public. Elle écrit ensuite plusieurs romans et un recueil de nouvelles,. Dans un entretien La Presse, l'écrivaine qualifie son style de « corrosif », puisqu'elle cherche à « montrer la réalité telle qu'elle est, sans l'édulcorer ni émouvoir à tout prix, avec des personnages qui doutent, font des faux pas et essaient d'améliorer leur sort ».
Selon Marie-France Bornais, dans son recueil de nouvelles « déroutant » intitulé Le complexe de Salomon, « Hélène Vachon jette un regard sans pitié sur des situations tantôt troublantes, tantôt cocasses dans ce recueil très divertissant ».
En 2002, elle remporte le Prix littéraire du Gouverneur général pour son livre L'oiseau de passage,.

## Œuvres

### Romans
- Le piège de l'ombre, Montréal, Québec Amérique, 2000, 157 p.  (ISBN 2764400462)
- La tête ailleurs, Montréal, Québec Amérique, 2002, 235 p.  (ISBN 2764401469)
- Singuliers voyageurs, Montréal, Québec Amérique, 2004, 233 p  (ISBN 2764403771)
- L'arbre tombé, Montréal, Québec Amérique, 2007, 97 p.  (ISBN 9782764405444)
- Attraction terrestre, Québec, Alto, 2010, 351 p.  (ISBN 9782923550565)
- La manière Barrow, Québec, Alto, 2013, 171 p.  (ISBN 9782896941179)
- Santa, Québec, Alto, 2016, 141 p.  (ISBN 9782896943128)

### Nouvelles
- Le complexe de Salomon : et autres bonnes nouvelles, Québec, Alto, 2020, 98 p.  (ISBN 9782896944583)

### Jeunesse
- Le sixième arrêt, Saint-Lambert, Éditions Héritage, 1995, 40 p.  (ISBN 2762579163)
- Le plus proche voisin, Saint-Lambert, Éditions Héritage, 1995, 38 p.  (ISBN 276257921X)
- Mon ami Godefroy, Saint-Lambert, Éditions Héritage, 1996, 42 p.  (ISBN 2762582253)[12]
- Dans les griffes du vent, Saint-Lambert, Éditions Héritage, 1996, 233 p.  (ISBN 2762584361)
- Terreur chez les carnivores (avec Linda Bailey), Saint-Lambert, Éditions Héritage, 1997, 255 p.  (ISBN 276258471X)
- Croqués tout rond (avec Mary Woodbury), Saint-Lambert, Éditions Héritage, 1997, 250 p.  (ISBN 2762584272)
- Le cinéma de Somerset, Saint-Lambert, Dominique et compagnie, 1997, 42 p.  (ISBN 2762586259)
- Le délire de Somerset, Saint-Lambert, Dominique et compagnie, 1999, 44 p.  (ISBN 289512079X)
- Ne tirez pas sur les revenantes (avec Felicity Finn), Saint-Lambert, Dominique et compagnie, 1999, 182 p.  (ISBN 2895120323)
- Monsieur Engels (avec Bruce Roberts), Saint-Lambert, Dominique et compagnie, 2000, 122 p.  (ISBN 289512163X)
- L'oiseau de passage, Saint-Lambert, Dominique et compagnie, 2000, 118 p.  (ISBN 2895122067)
- Les saisons vues par Schouster, Charlesbourg, Éditions FouLire, 2006, 75 p.  (ISBN 9782895910305)
- Mes parents sont gentils mais... tellement amoureux! (avec May Rousseau), Québec, Éditions FouLire, 2007, 123 p.  (ISBN 9782895910572)
- Le sport vu par Schouster, Charlesbourg, Éditions FouLire, 2007, 92 p.  (ISBN 9782895910541)
- Comment créer des liens entre humains sans s'entretuer, Québec, Éditions FouLire, 2008, 89 p.  (ISBN 9782895910725)
- Mes parents sont gentils mais... tellement débranchés (avec May Rousseau), Québec, Éditions FouLire, 2010, 135 p.  (ISBN 9782895910978)
- Clepto s'invite (avec Maxime Bigras), Québec, Éditions FouLire, 2014, 115 p.  (ISBN 9782895912019)
- Les Dupont aux abois (avec Maxime Bigras), Québec, Éditions FouLire, 2014, 113 p.  (ISBN 9782895912149)
- Salut Daphné ! (avec May Rousseau), Québec, Éditions FouLire, 2015, 128 p.  (ISBN 9782895912248)
- Alerte au tatou (avec Maxime Bigras), Québec, Éditions FouLire, 2015, 123 p.  (ISBN 9782895912392)
- Clepto alias Nonno (avec Maxime Bigras), Québec, Éditions FouLire, 2015, 124 p.  (ISBN 9782895912521)
- Clepto s'éclate (avec Maxime Bigras), Québec, Éditions FouLire, 2016, 119 p.  (ISBN 9782895912804)

### Ouvrages collectifs
- Mon premier voyage (et al.), Charlesbourg, Éditions FouLire, 2005, 118 p.  (ISBN 289591009X)
- Mon premier baiser (et al.), Charlesbourg, Éditions FouLire, 2005, 107 p.  (ISBN 2895910081)
- Ma première folie (et al.), Charlesbourg, Éditions FouLire, 2005, 128 p.  (ISBN 2895910103)
- Mon pire party (et al.), Charlesbourg, Éditions FouLire, 2006, 124 p.  (ISBN 2895910162)
- Mon pire prof (et al.), Charlesbourg, Éditions FouLire, 2006, 127 p.  (ISBN 2895910170)
- Ma pire gaffe (et al.), Charlesbourg, Éditions FouLire, 2006, 128 p.  (ISBN 2895910189)
- Mon plus grand mensonge (et al.), Charlesbourg, Éditions FouLire, 2007, 118 p.  (ISBN 9782895910336)
- Ma plus grande peur (et al.), Charlesbourg, Éditions FouLire, 2007, 123 p.  (ISBN 9782895910312)
- Mon plus grand exploit (et al.), Charlesbourg, Éditions FouLire, 2007, 112 p.  (ISBN 9782895910329)
- Mon noël d'enfer (et al.), Charlesbourg, Éditions FouLire, 2007, 120 p.  (ISBN 9782895910503)
- Mon look d'enfer (et al.), Charlesbourg, Éditions FouLire, 2007, 121 p.  (ISBN 9782895910497)
- Ma nuit d'enfer (et al.), Charlesbourg, Éditions FouLire, 2007, 122 p.  (ISBN 9782895910480)
- La fin de ma vie (et al.), Charlesbourg, Éditions FouLire, 2008, 122 p.  (ISBN 9782895910640)
- Le rêve de ma vie (et al.), Charlesbourg, Éditions FouLire, 2008, 125 p.  (ISBN 2895910626)
- La honte de ma vie (et al.), Charlesbourg, Éditions FouLire, 2009, 128 p.  (ISBN 9782895910633)
- Mon coup de foudre (et al.), Charlesbourg, Éditions FouLire, 2009, 128 p.  (ISBN 9782895910800)
- Mon coup de génie (et al.), Charlesbourg, Éditions FouLire, 2009, 127 p.  (ISBN 9782895910794)
- Mon coup de soleil (et al.), Charlesbourg, Éditions FouLire, 2009, 135 p.  (ISBN 9782895910817)
- Méchant défi (et al.), Québec, Éditions FouLire, 2010, 133 p.  (ISBN 9782895911142)
- Méchant Maurice (et al.), Québec, Éditions FouLire, 2010, 135 p.  (ISBN 9782895911166)
- Méchant lundi (et al.), Québec, Éditions FouLire, 2010, 118 p.  (ISBN 9782895911159)
- Au bout de la rue (et al.), Québec, Éditions FouLire, 2011, 125 p.  (ISBN 9782895911388)
- Au bout du monde (et al.), Québec, Éditions FouLire, 2011, 128 p.  (ISBN 9782895911371)
- Au bout de mes forces (et al.), Québec, Éditions FouLire, 2011, 125 p.  (ISBN 9782895911364)
- Top secret (et al.), Québec, Éditions FouLire, 2013, 125 p.  (ISBN 9782895911715)
- Top modèle (et al.), Québec, Éditions FouLire, 2013, 131 p.  (ISBN 9782895911722)
- Tope là ! (et al.), Québec, Éditions FouLire, 2013, 122 p.  (ISBN 9782895911739)
- Ma dernière chance (et al.), Québec, Éditions FouLire, 2014, 122 p.  (ISBN 9782895911951)
- Ma dernière cenne (et al.), Québec, Éditions FouLire, 2014, 110 p.  (ISBN 9782895911968)
- Mon dernier trip (et al.), Québec Éditions FouLire, 2014, 115 p.  (ISBN 9782895911975)

## Prix et distinctions
- 1995 : lauréate du Prix littéraire Desjardins pour Le plus proche voisin[13]
- 1996 : finaliste au Prix du Gouverneur général : littérature jeunesse de langue française - texte, pour Le plus proche voisin[4]
- 1996 : lauréate du Prix Alvine-Bélisle pour Le sixième arrêt[14]
- 1998 : finaliste au Prix du Gouverneur général : littérature jeunesse de langue française - texte, pour Le Cinéma de Somerest[4]
- 2000 : finaliste au Prix du Gouverneur général : littérature jeunesse de langue française - texte, pour Le délire de Somerest[4]
- 2001 : lauréate du Prix littéraires Radio-Canada, 2e prix francophone
- 2002 : lauréate du Prix littéraire du Gouverneur général, catégorie littérature jeunesse - texte, pour L'oiseau de passage[4]
- 2002 : finaliste au  Prix du Gouverneur général : littérature jeunesse de langue française - texte, catégorie Romans et nouvelles, pour La Tête ailleurs[4]
- 2004 : (international) « Honour List »[15] de l' IBBY pour  L'Oiseau de passage
- 2007 : finaliste au  Prix du Gouverneur général : littérature jeunesse de langue française - texte pour Les saisons vue par Schouster[4]
- 2011 : finaliste au Prix littéraire France-Québec pour Attraction terrestre[16]